# Falsomalthinus shillongensis
Falsomalthinus shillongensis es una especie de coleóptero de la familia Cantharidae. Habita en la India.